# 멕시코쇠주머니쥐
멕시코쇠주머니쥐 (Marmosa mexicana)는 주머니쥐과에 속하는 유대류의 일종이다. 중앙아메리카에서 서식한다. 소형부터 중형 크기의 유대류로 밝은 색부터 무딘 색까지 다양한 색의 불그스레한 갈색을 띠는 유대류이다.

## 분포
벨리즈와 코스타리카, 엘살바도르, 과테말라, 온두라스, 멕시코 동부의 멕시코 북단 타마울리파스주 그리고 니카라과, 파나마에서 발견된다. 해수면부터 해발 최대 3000m 높이(따까나 화산)까지 서식하며, 주로 1800m 이하에서 흔하게 발견된다.